# FSFAB Cadre-35/2-Weltmeisterschaft 1905

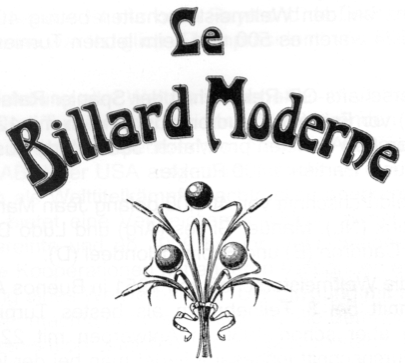
Emblem der FSFAB

Veranstaltungsort: Paris

Die FSFAB Weltmeisterschaften im Cadre 35/2 und 45/2 1905 war die 2. FSFAB Weltmeisterschaft der Amateure im Cadre. Das Turnier fand vom 27. Februar bis zum 9. März 1905 in Paris, Frankreich, statt. Parallel zu denen der FSFAB wurden auch Weltmeisterschaften der Fédération Française de Billard (FFB) ausgetragen.

## Geschichte
Das Turnier wurde damals auf dem Turnierbillard mit 35 cm Abstrich der Cadrefelder ausgetragen. Damit war es eine Cadre 35/2 Weltmeisterschaft. Sieger wurde wie schon 1904 der Franzose Lucien Rérolle. Die Plätze zwei bis vier wurden durch Stichpartien entschieden. Nach Abschluss der Round Robin Runde hatten Darantière, Letellier und de Drée jeweils 4:4 Punkte.

## Turniermodus
Das ganze Turnier wurde im Round Robin System bis 400 Punkte gespielt.
1. MP = Matchpunkte
2. GD = Generaldurchschnitt
3. HS = Höchstserie

| Platz | Name               | MP  | Pkte. | Aufn. | GD    | BED   | HS |
| ----- | ------------------ | --- | ----- | ----- | ----- | ----- | -- |
| 1     | Charles Darantière | 4:0 | 800   | 52    | 15,38 | 16,66 | 82 |
| 2     | P. Letellier       | 2:2 | 613   | 64    | 9,57  | 11,11 | 72 |
| 3     | Raymond de Drée    | 0:4 | ?     | ?     | ?     | ?     | 60 |

## Abschlusstabelle
Es waren nicht mehr alle Turnierdaten zu ermitteln.
| MP    | Match Points (Sieger = 2; Unentschieden = 1; Verlierer = 0) |
| Pkte. | Erzielte Karambolagen                                       |
| Aufn. | Benötigte Versuche                                          |
| GD    | Generaldurchschnitt                                         |
| BED   | Bester Einzeldurchschnitt eines Spielers                    |
| HS    | Höchstserie                                                 |
|       | Bester GD des Turniers                                      |
|       | Bester ED des Turniers                                      |
|       | Beste HS des Turniers                                       |
|       | 1. Platz (Gold)                                             |
|       | 2. Platz (Silber)                                           |
|       | 3. Platz (Bronze)                                           |

| Platz | Name               | MP  | GD    | BED   | HS  |
| ----- | ------------------ | --- | ----- | ----- | --- |
| 1     | Lucien Rérolle     | 6:2 | 15,52 | 20,00 | 118 |
| 2     | Charles Darantière | 8:4 | 12,00 | 16,66 | 82  |
| 3     | P. Letellier       | 6:6 | 9,57  | 16,00 | 85  |
| 4     | Raymond de Drée    | 4:8 | 8,31* | 9,09  | 60  |
| 5     | Henri Blanc        | 2:6 | 7,80  | 9,30  | 108 |

- Der GD ist ohne die Stichpartien.